# لموئل جی. بودن
لموئل جی. بودن (به انگلیسی: Lemuel Jackson Bowden) سناتور سابق عضو حزب اتحاد ملی بود. وی در سال ۱۸۶۳ تا ۱۸۶۴ میلادی سناتور ایالت ویرجینیا در سنای ایالات متحده آمریکا بود.